# 威克水槽

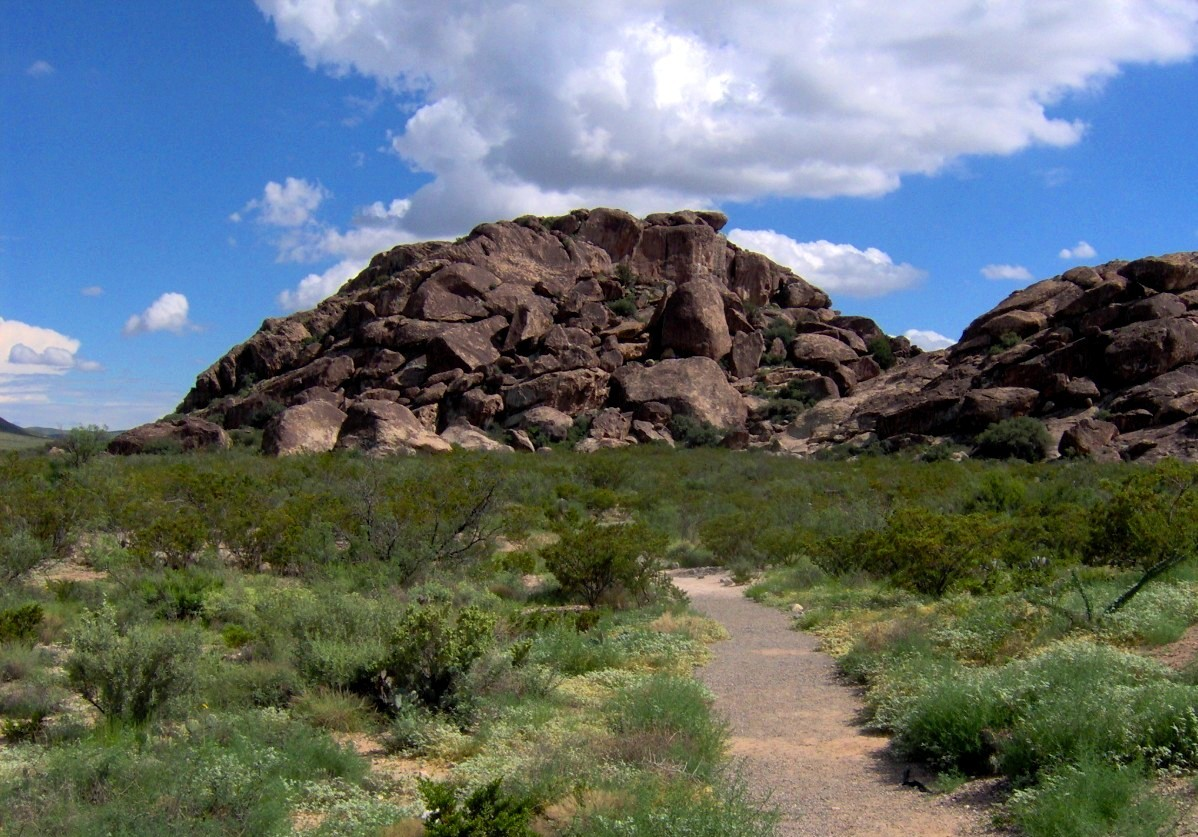
威克水槽东山

威克水槽（Hueco Tanks）是美国得克萨斯州的一处公园。1969年起成为德克萨斯的州立公园，一年以后对公众开放。“Hueco”来自西班牙语，意思是空洞或者凹陷，此处特指岩石上的空槽，里面能够存储雨水。
这里有2000多幅古代留下的岩画，称之为特拉洛克。最早的可以追溯到6000年前，一直延续到大约200年前。创作者以美洲印第安人为主，也有后来的西班牙裔移民。绝大部分岩画隐藏在山洞里，或者岩石间的裂缝中。当时的很多文化都相信这类地方代表着通往地下世界的门户。由于岩画的历史价值，特别是在美洲印第安人中的地位，公园内的很多景点必须在工作人员陪同下参观。
威克水槽可能是全美国以彩色面具为主题的岩画最集中的地方，总数至少有200幅。此外，还有大量的涂鸦。最早的涂鸦签名大约出现在19世纪中期。公园建成以后，乱涂乱画已经基本得以控制。但是早期的涂鸦却成了新一批的艺术作品。